# アー・ユー・パッショネイト?
アー・ユー・パッショネイト?（Are You Passionate?）は、カナダ／アメリカのミュージシャン、ニール・ヤングの26枚目のスタジオ・アルバム。

## 概要
ブッカー・T&ザ・MG'sをフィーチャーした唯一のアルバムであり、クレイジー・ホースとの9枚目のアルバムでもある。 このアルバムは、ヤングのソウル・ミュージックへの進出を象徴するものであり、彼のキャリアの中で様々なジャンルを探求した作品のひとつである。例外は、クレイジー・ホースとレコーディングしたロック調の「Goin' Home」と、9.11同時多発テロに反応した陰鬱な「Let's Roll」だ。アルバムの最後を飾るのは、ジャムの延長線上にある「She's a Healer」だ。

## レコーディングの背景
ヤングは1993年にブッカー・T＆ザ・M.G.ズと北米とヨーロッパをツアーしたことがあり、その年の初めにボブ・ディランの『The 30th Anniversary Concert Celebration』に同グループで出演している。ヤングは、2001年5月と2001年11月と12月にマリン・カウンティのザ・サイト・レコーディング・エンバイロメントで行われたセッションで、グループと共に『Are You Passionate』をレコーディングした。ヤングは以前、2000年11月から2001年2月にかけて、長年のコラボレーターであるクレイジー・ホースとサンフランシスコのトースト・スタジオでアルバムの数曲をレコーディングしていた。「Goin' Home」は、このセッションによるものだ。ヤングは後に、これらのセッションをまとめた『Toast』というアルバムを2022年にリリースすることになる。ヤングは、このアルバムの制作中に方向転換を決断したと説明している：
「すべてが進化し続け、曲が戻ってきた。だから、想像できるように簡単にすべてがうまくいった。そして、今回はギターをもっとサックスのように演奏したいと思った。そして、ギターを演奏している間、よりホーン・プレイヤーのように感じたんだ」—ニール・ヤング

## 評価
Are You Passionate? は、批評家たちから 「まちまち、または平均的 」という評価を受けた。メタクリティック（主要出版物のレビューに100点満点で加重平均評価を与える）では、このリリースは17のレビューに基づいて平均54点を獲得した。
AllMusicのレビューで、批評家のスティーヴン・トマス・アールワインはこう書いている。「気分転換になるようなサウンドではなく、過去10年間あまりに多くの中途半端な作品を発表してきたアーティストの、ちぐはぐで目的のない作品だ」と評した。オースティン・クロニクル紙では、ラウル・ヘルナンデスが「曲が長すぎ、遅すぎ、どれも同じに聴こえる」と認めている。ビルボードは、このアルバムを 「ヤングのキャリアにおける素晴らしい次のステップであると同時に、彼が今出せる最高のアルバムでもある 」と評した。

## トラックリスト
| 全作詞・作曲: Neil Young。 |                                  |            |            |      |
| #                          | タイトル                         | 作詞       | 作曲・編曲 | 時間 |
| 1.                         | 「You're My Girl」               | Neil Young | Neil Young | 4:43 |
| 2.                         | 「Mr. Disappointment」           | Neil Young | Neil Young | 5:24 |
| 3.                         | 「Differently」                  | Neil Young | Neil Young | 6:03 |
| 4.                         | 「Quit (Don't Say You Love Me)」 | Neil Young | Neil Young | 6:03 |
| 5.                         | 「Let's Roll」                   | Neil Young | Neil Young | 5:53 |
| 6.                         | 「Are You Passionate?」          | Neil Young | Neil Young | 5:11 |
| 7.                         | 「Goin' Home」                   | Neil Young | Neil Young | 8:47 |
| 8.                         | 「When I Hold You in My Arms」   | Neil Young | Neil Young | 4:43 |
| 9.                         | 「Be With You」                  | Neil Young | Neil Young | 3:34 |
| 10.                        | 「Two Old Friends」              | Neil Young | Neil Young | 6:15 |
| 11.                        | 「She's a Healer」               | Neil Young | Neil Young | 9:10 |

収録曲「Gateway of Love」は裏ジャケに記載されているが、アルバムには収録されていない。この曲はアルバム『Toast』に収録される2022年までリリースされなかったが、2001年に行われたクレイジー・ホースのヨーロッパ・ツアー29日間のうち28日間、コンサートで演奏された。2001年7月24日にロッテルダムのアホイ・ロッテルダムで行われたこの曲の8分36秒の演奏は、ニール・ヤング・アーカイヴのウェブサイトから公式にストリーミングで聴くことができる。

## 参加ミュージシャン
- ニール・ヤング - ヴォーカル、ギター、ピアノ、プロダクション
- ブッカー・T・ジョーンズ - オルガン、ヴァイブ、ヴォーカル、プロダクション
- ドナルド・ダン - ベースギター、ヴォーカル（「Differently」）、プロダクション
- スティーヴ・ポッツ - ドラム、ボンゴ、タンバリン
- フランク・"ポンチョ"・サンペドロ - ギター、ヴォーカル、プロダクション
- トム・ブレイ - トランペット
- ペギ・ヤング - ヴォーカル
- アストリッド・ヤング - ヴォーカル

「Goin' Home」(ニール・ヤング&クレイジー・ホース):
- ニール・ヤング - ヴォーカル、ギター
- フランク・"ポンチョ"・サンペドロ - ギター、ヴォーカル
- ビリー・タルボット - ベース・ギター
- ラルフ・モリーナ - ドラム、ヴォーカル

制作スタッフ
- ゲイリー・バーデン - アートディレクション＆デザイン、フロントカバー
- ジェニス・ヘオ - アートディレクション＆デザイン
- ジョー・ヤンキー - バックカバー、中面ポスター、レーベル
- ティム・マリガン - エンジニアリング、レコーディング、ミキシング、マスタリング
- ケビン・スコット、アーロン・プレルヴィッツ、アレックス・オズボーン - エンジニアリング
- ジョン・ハウスマン - エンジニアリング、マスタリング
- ジョン・ハンロン - エンジニアリング、レコーディング（「ゴーイン・ホーム」に参加）
- デニー・パーセル - マスタリング